# Innocent Rosie
Innocent Rosie är ett svenskt rockband som bildades i Falkenberg 2005. Nutida medlemmarna är Oscar Kaleva på sång och munspel, Benjamin Boräng på trummor, Olof Oljelund på elbas samt Joel Eliasson och Dick Börtner på elgitarr.
Innocent Rosie bildades 2005 av gitarristen Sadde (Skid La'Russo) och trummisen Benjamin (Ben Banks). Efter en tid kom Olof Oljelund med som basist och när Oscar Kaleva återvände från en resa till Barcelona tog han platsen som sångare och munspel. Alla bandmedlemmar lyssnade på olika sorts 1960- och 1980-tals rockmusik, försökte blanda olika genrer som blues, punkrock, sleazerock och fick fram ett eget slags hårdrocksljud.

## Historik
Ett tag efter att de bildades spelade de in en demo som innehöll fem låtar som fick positiva recensioner. Därefter började de spela runt om i Europa och i början av 2007 erbjöd Swedmetal Records dem ett skivkontrakt. Vid den tiden for de också för första gången i väg till USA där de spelade på klubben Whisky a Go Go som en del av Cruefest. När de kom hem tog de med kompgitarristen Joel Eliasson och började spela in demon till plattan som skulle bli Bad Habit Romance.
I det här skedet åkte de till Italien tillsammans med Reckless Abandon och de öppnade bland annat för Hardcore Superstar i Sverige. Bandet började spela in skivan och tonade också ner imagen, och spelade nu lite mindre glaminfluerat material. I början av 2008 släppte de musikvideon till "Knock Me Out" som blev en stor succé och den mest spelade videon på Myspace Sveriges hemsida. Efter det åkte de åter till Los Angeles för att spela med Cruefest, och när de kom hem lämnade Skid La' Russo gruppen.
De gjorde klar skivan och släppte låten "Animal" för radiospelning. Dick Börtner kom nu med som ny gitarrist. Skivan Bad Habit Romance släpptes den 18 februari 2009.

## Medlemmar
Nuvarande medlemmar
- O'Shannahan (Oscar Kaleva) – sång, munspel
- Ben Banks (Benjamin Boräng) – trummor
- Dave Pearl (Olof Oljelund) – basgitarr
- Joey Myers (Joel Eliasson) – gitarr
- Dixxi (Dick Börtner) – gitarr

Tidigare medlemmar
- Sadde (Skid La'Russo) – gitarr

## Diskografi
Demo
- 2007 – Demos!

Studioalbum
- 2009 – Bad Habit Romance

Livealbum
- 2009 – Bound To Fuck Up